# 喧嘩笠
「喧嘩笠」（けんかがさ）は、1966年4月15日に ビクターより発売された橋幸夫の79枚目のシングル（SV-387）で、吉永小百合との最後のデュエット曲「夢みる港」と2枚同時発売された。「喧嘩笠」、B面の「紅萌ゆる」とも橋の歌舞伎座公演に合わせて制作、発売されたものである（後述）。

## 概要
- 橋のシングルは、1964年8月リリースの「恋をするなら」以降、リズム歌謡や青春歌謡など現代調の楽曲の比重が増した。65年に入っても「雨の中の二人」や「夢見る港」など、現代調の楽曲が続くなかでリリースした股旅ものが本楽曲である。
- 楽曲制作のきっかけは。3月の歌舞伎座特別公演にある。前年8月大阪新歌舞伎座での1ヶ月公演が、連日満員で成功したのを背景に、歌舞伎座特別公演が企画され、演目として「喧嘩笠」「紅萌ゆる」が制作されたことによる。
- 「喧嘩笠」は村上元三作で、橋は大前田英五郎親分の息子になり、女から振られても追っかけ回す役どころ、「紅萌ゆる」は依田義賢作で、大正の中ごろの京都を舞台に、橋の三高生と舞妓の純愛が結ばれずに終わる悲恋メロドラマ[2]。
- 村上はこれまで小説や映画の脚本で「喧嘩笠」を書いているが、「こんどは、はじめから橋君をはめて新しく書き下ろした脚本で、小説とも映画とも違っている」と冒頭に書いている。[3]
- この公演に合わせ、佐伯孝夫作詞、吉田正作曲で楽曲が制作された。このため、本シングルは股旅ものと現代ものとの組み合わせとなっている。
- ジャケットには歌舞伎座公演記念と明記されている。

## 収録曲
1. 喧嘩笠
作詞： 佐伯孝夫、作・編曲：吉田正
2. 紅萌ゆる
作詞： 佐伯孝夫、作・編曲：吉田正

## 歌舞伎座・橋幸夫特別公演（1965年3月1日～28日）
- 昼の部
「舞妓哀詩 紅萌ゆる」2幕5場
依田義賢作、巌谷槙一演出
橋幸夫、倍賞千恵子、曾我廼家明蝶、霧立のぼる、坂東吉弥他
他に橋幸夫「花のヒットパレード」、「峠ざくら」
- 夜の部
「喧嘩笠」3幕6場
村上元三作・演出
橋幸夫、三沢あけみ、市川八百蔵、岩井半四郎、曾我廼家明蝶他
他に橋幸夫「夢のヒットパレード」、「江戸っ娘気質」
- 『日本演劇史第3巻』で「橋幸夫の歌舞伎座進出」を取り上げている。
「橋幸夫が芝居の公演で歌舞伎座の客席を満員にさせている。橋が花道に出てくると、孫がいそうなおばあさんが夢中で手をたたき、若い女の子たちがキャーツと騒ぐ。そんなに人気があっても橋は鼻にかけたいや味がなく、演技もすなおで好感が持てる。芝居は前向きとはいえないが、娯楽作品として一応まとまっている。」「出演者はざっと百二十人、かぶきの下級俳優を惜しみなく登場させて失業救済か」としている。[4]